# Clubiona saltuum
Clubiona saltuum este o specie de păianjeni din genul Clubiona, familia Clubionidae, descrisă de Kulczynski, 1898.
Este endemică în Austria. Conform Catalogue of Life specia Clubiona saltuum nu are subspecii cunoscute.